# Brătești, Bacău
Brătești este un sat în comuna Bârsănești din județul Bacău, Moldova, România.